# Parafia św. Mikołaja w Stuttgarcie
Parafia św. Mikołaja – prawosławna parafia Rosyjskiego Kościoła Prawosławnego poza granicami Rosji w Stuttgarcie.

## Grupy
- Rosyjska Młodzież Prawosławna